# トヨタ産業技術記念館
トヨタ産業技術記念館（とよたさんぎょうぎじゅつきねんかん、英語名：TOYOTA Commemorative Museum of Industry and Technology）は、愛知県名古屋市西区則武新町四丁目1番35号にあるトヨタグループ運営の企業博物館。1994年（平成6年）開館。

## 歴史

### 前史
- 1911年（明治44年） - 豊田佐吉が愛知県愛知郡中村大字栄字米田（現・名古屋市西区則武新町四丁目）に3,000坪の土地を借り、工場建設に着手[WEB 3]。
- 1912年（大正元年） - 豊田自働織布工場として完成[WEB 3]。
- 1914年（大正3年） - 豊田自働紡織工場と改称[WEB 3]。
- 1918年（大正7年） - 株式会社に改組し、豊田紡織を設立[WEB 3]。工場の建物が煉瓦造に建て替えられた。
- 1942年（昭和17年） - 中央紡績名古屋工場と改称[WEB 4]。
- 1943年（昭和18年） - トヨタ自動車工業名古屋工場と改称[WEB 4]。
- 1944年（昭和19年） - 豊田自動織機製作所栄生工場と改称[WEB 4]。

### トヨタテクノミュージアムとしての開館
豊田自動織機製作所栄生工場が閉鎖された後、1994年（平成6年）6月11日には工場の建物を流用して、豊田喜一郎の生誕100年を記念してトヨタテクノミュージアム 産業技術記念館が開館した。1994年度（平成6年度）には第2回愛知まちなみ建築賞大賞を受賞している。工場建物を改築して用いている繊維記念館とトヨタグループ館の2館については、1996年（平成8年）2月27日付で名古屋市都市景観重要建築物等に指定された。
2005年（平成17年）1月12日には自動車館が増築され、この際には愛知製鋼刈谷工場敷地内にあった試作工場が部分的に移築された。この建物は1935年（昭和10年）5月に豊田喜一郎らがトヨダ・A1型試作乗用車を完成させた工場である。2007年（平成19年）、建設業協会（現：日本建設業連合会）により第48回のBCS賞を受賞した。

### トヨタ産業技術記念館への改称
開館20周年を迎えた2014年（平成26年）7月1日、トヨタ産業技術記念館に改称した。

## 展示
展示は繊維機械に関する「繊維機械館」と、自動車に関する「自動車館」の大きく2つに分類され、それぞれ納められている。また、かつての豊田紡織本社事務所も「トヨタグループ館」として修復され、佐吉による設計図や取得した特許証などのゆかりの品が展示されている。展示物は動態保存されているものが多く、技術の進歩を実演で感じることができる。
いずれも実際の生産に使われた、もしくは使われている産業機械の実物を展示しており、ものによっては模擬的に実働させることも可能となっている。その他にも体験コーナー「テクノランド」や、豊田佐吉や息子の喜一郎ゆかりの品などを展示した「トヨタグループ館」「豊田商会事務所」などの展示施設と、カフェやレストラン、図書館、ビデオライブラリー等の付属施設がある。また、2012年（平成24年）6月までは愛・地球博トヨタグループ館で人気を博したトヨタ・パートナーロボットの1体がデモ演奏（1日5回）を行なっていた。

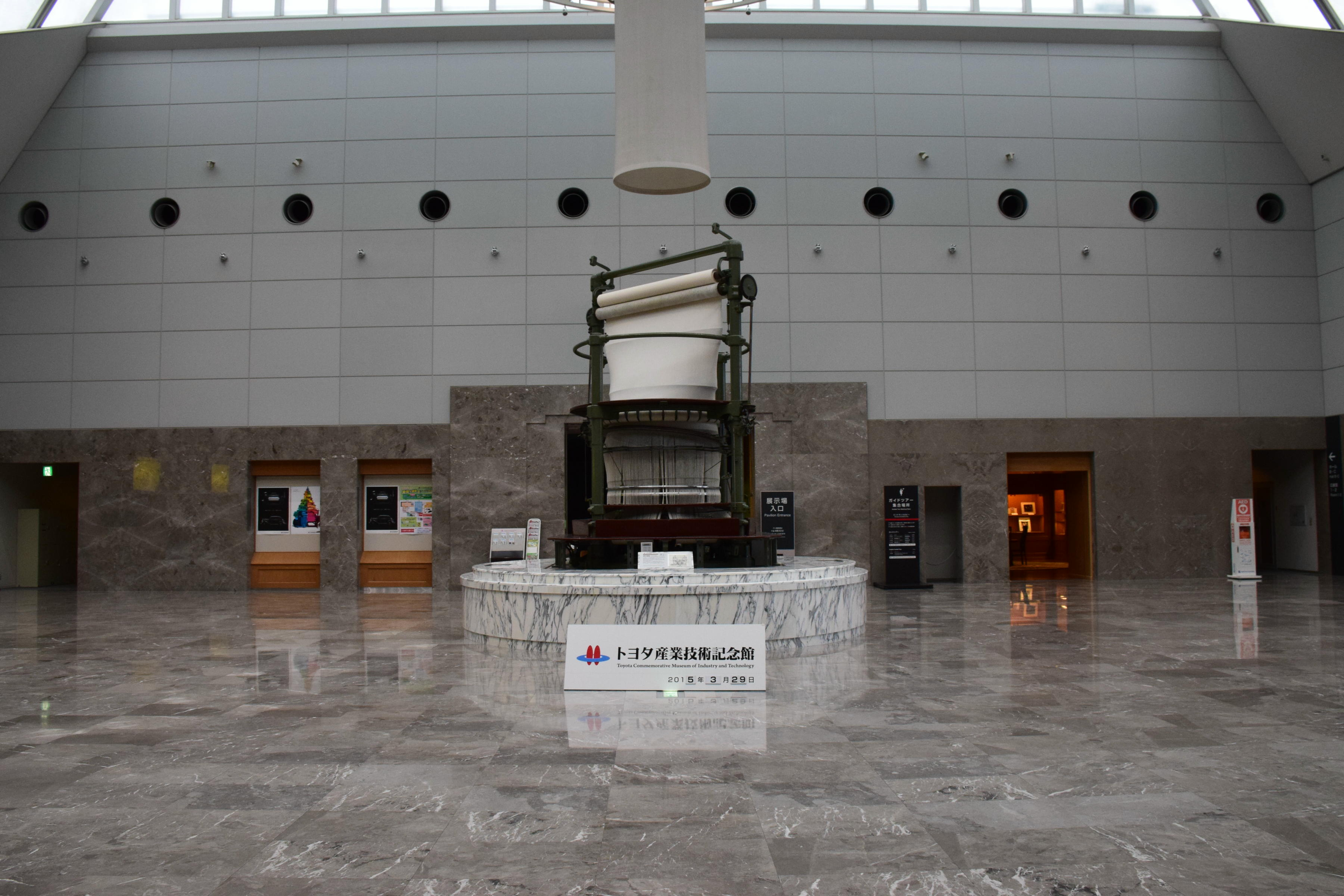
エントランスロビー
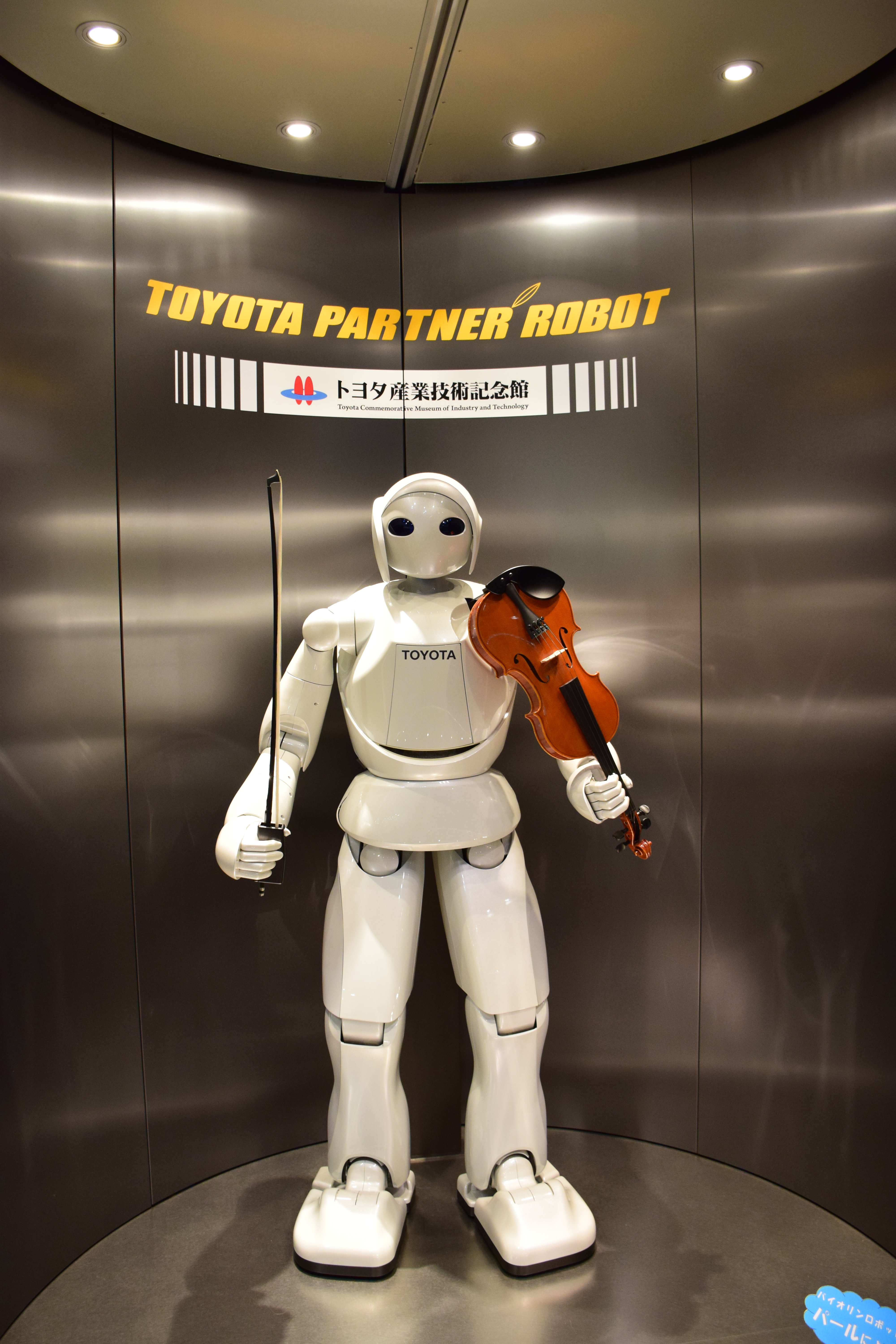
トヨタ・パートナーロボット
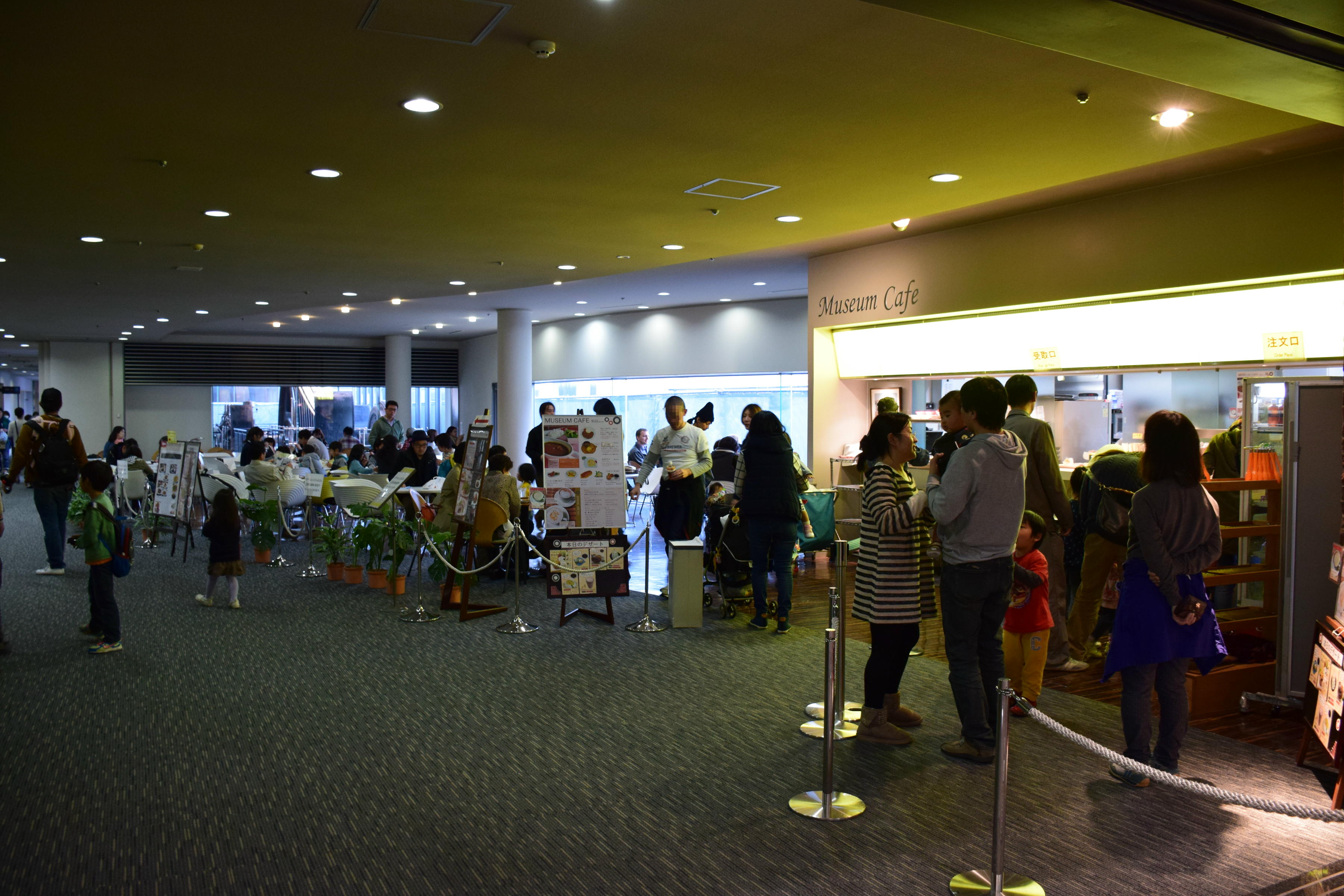
ミュージアム・カフェ

### 繊維機械館
- 「糸を紡ぐ、布を織る技術」の移り変わりを紹介する。

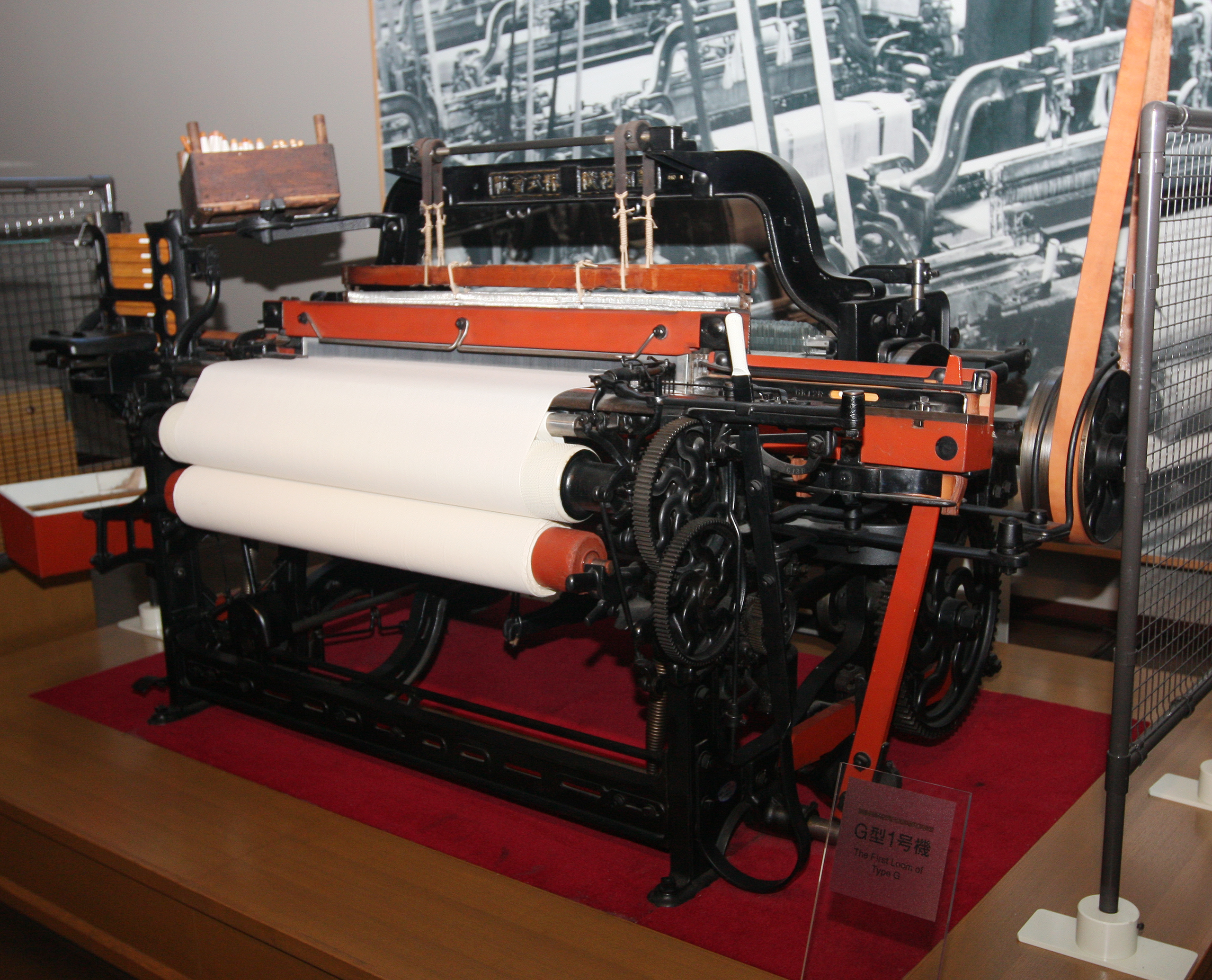
無停止杼換式豊田自動織機（G型）
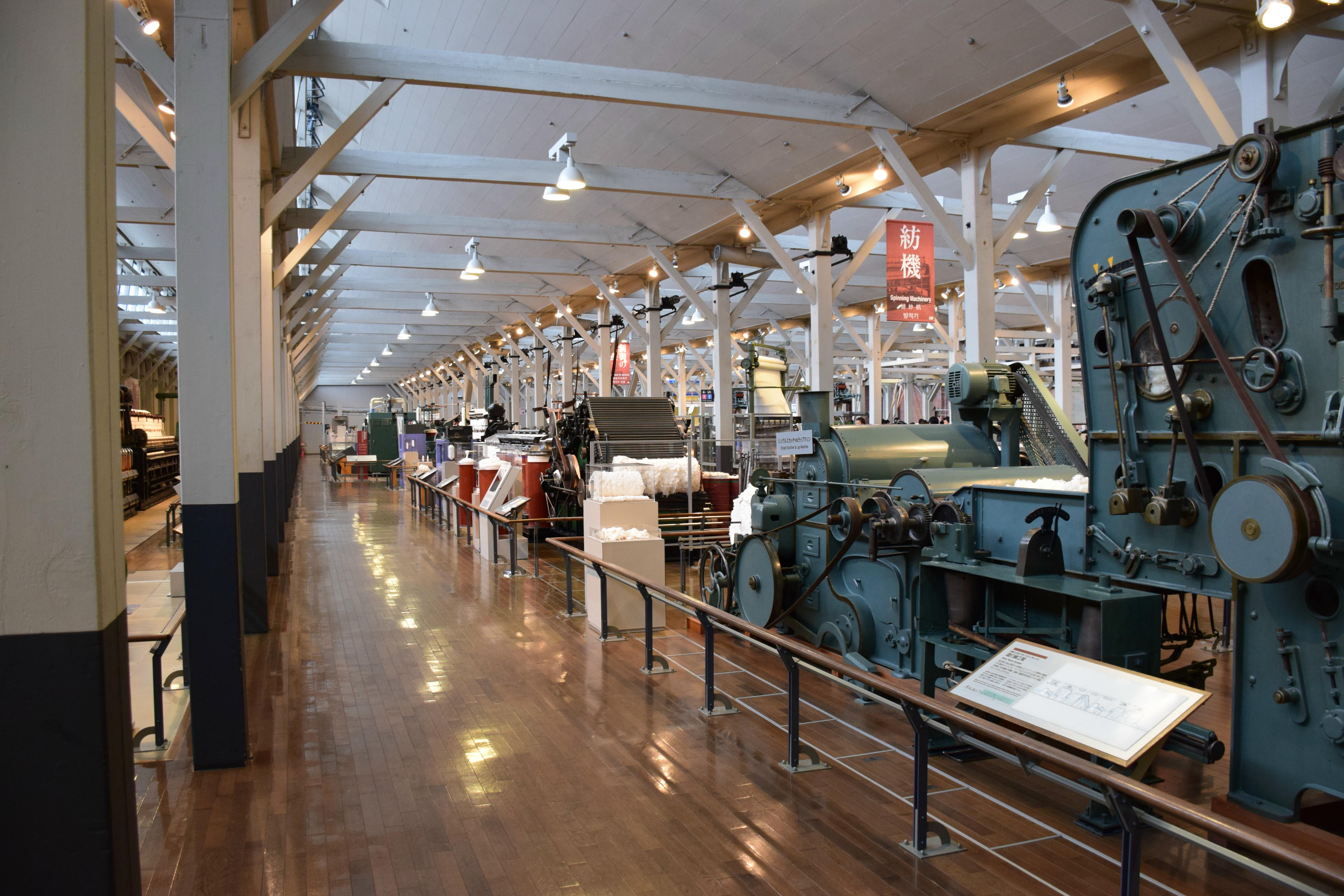
繊維機械館
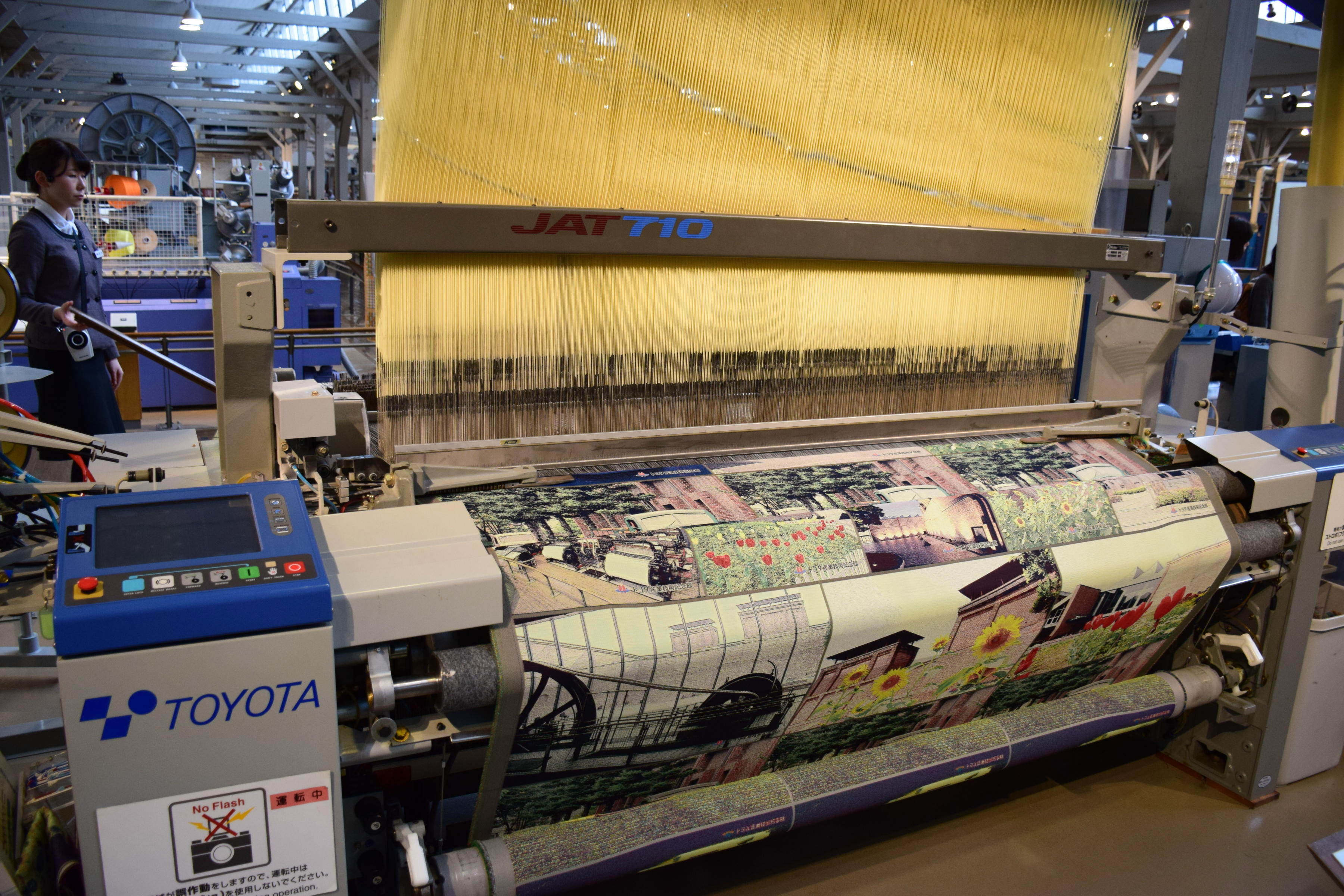
全自動紡績システム

### 自動車館
- 「自動車のしくみと、開発・生産技術」の移り変わりを紹介する。

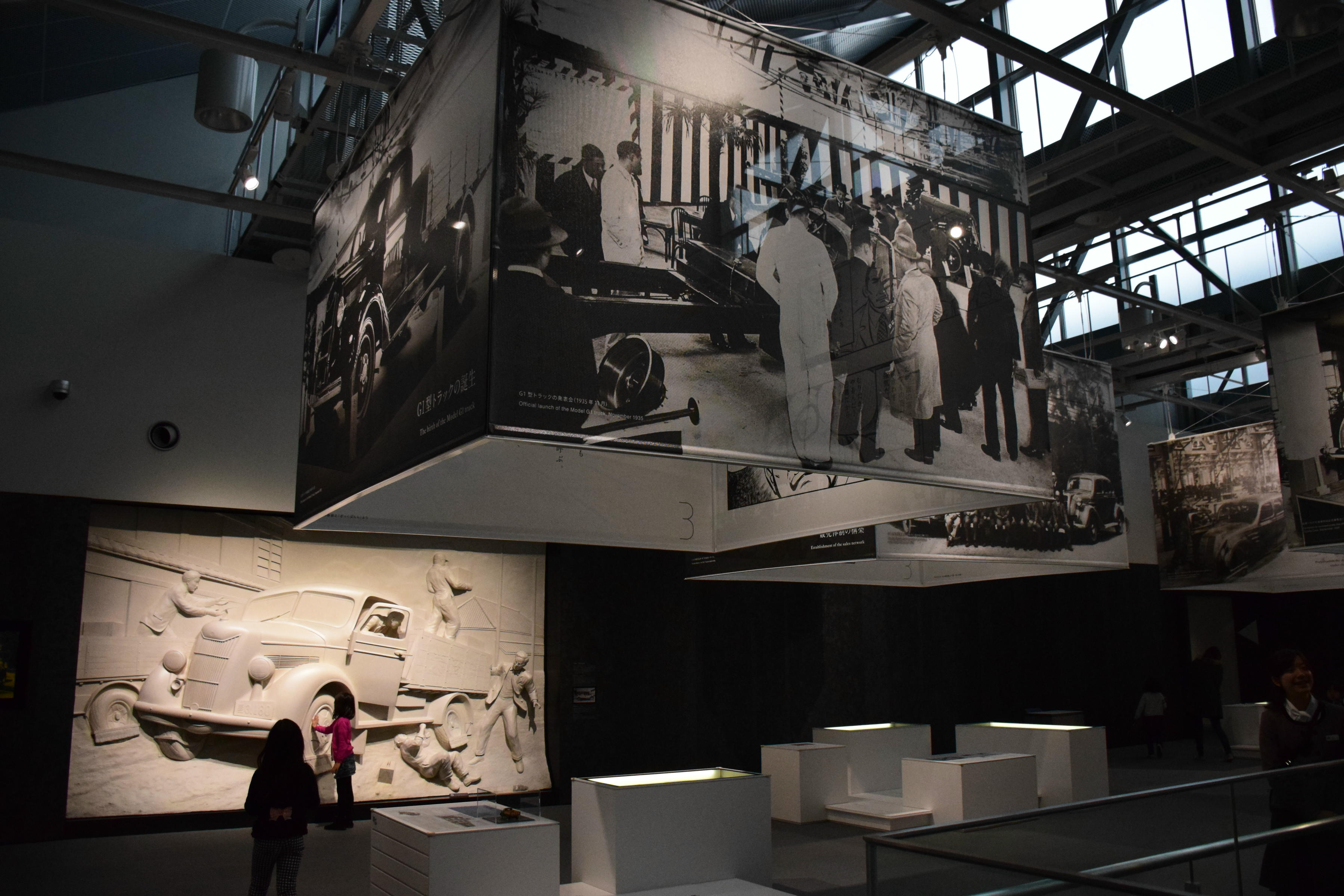
自動車館
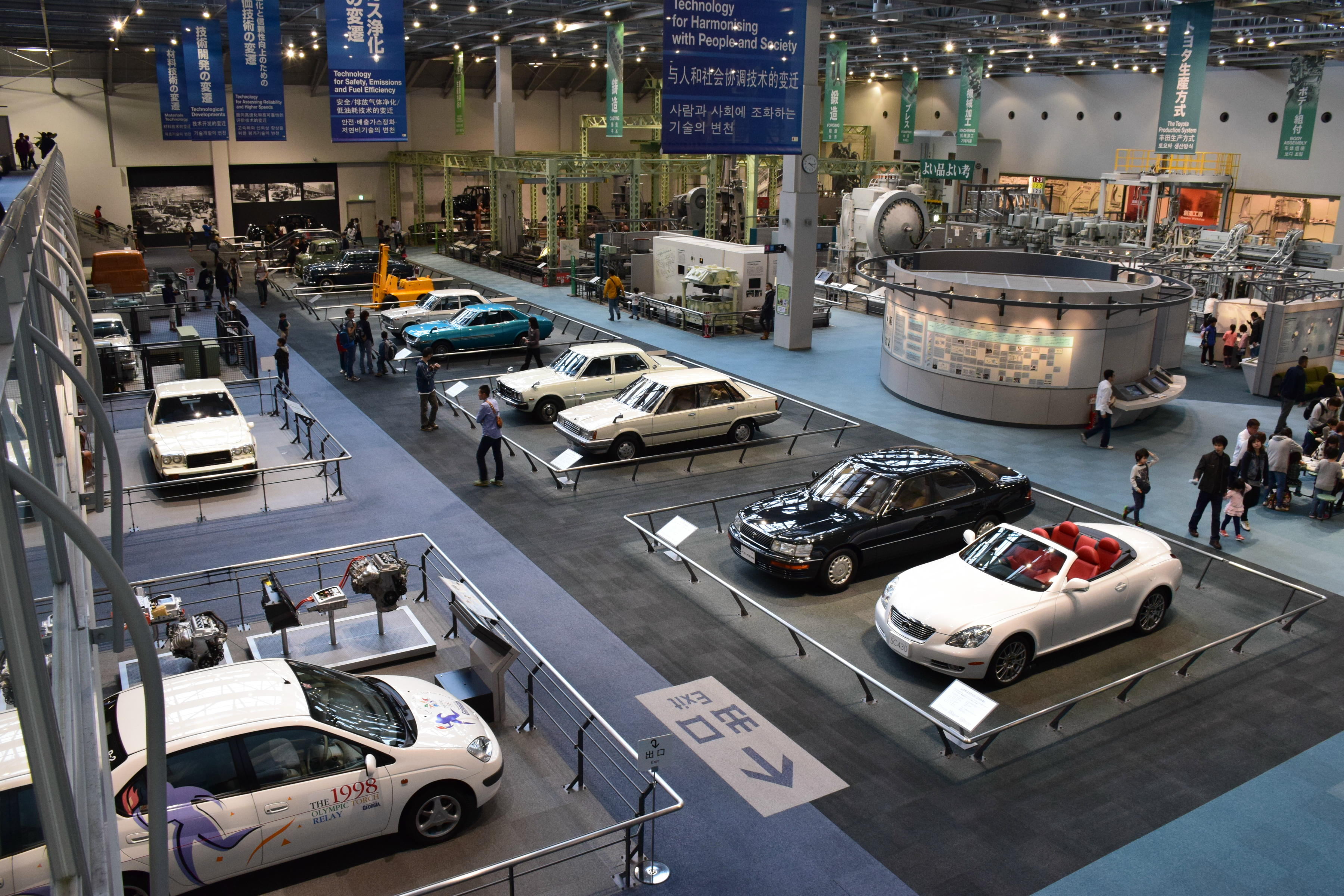
自動車館
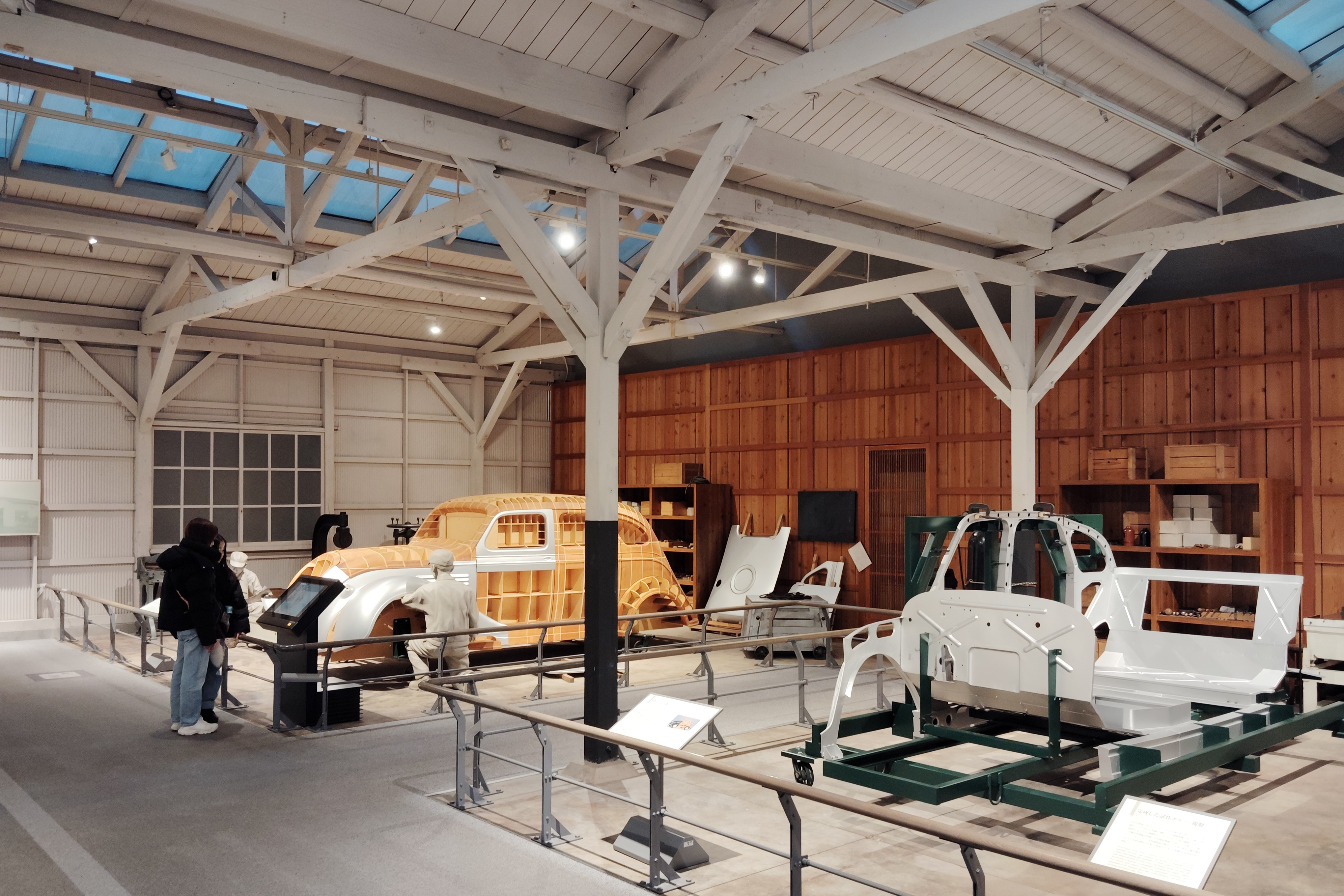
愛知製鋼刈谷工場から部分移築された試作工場
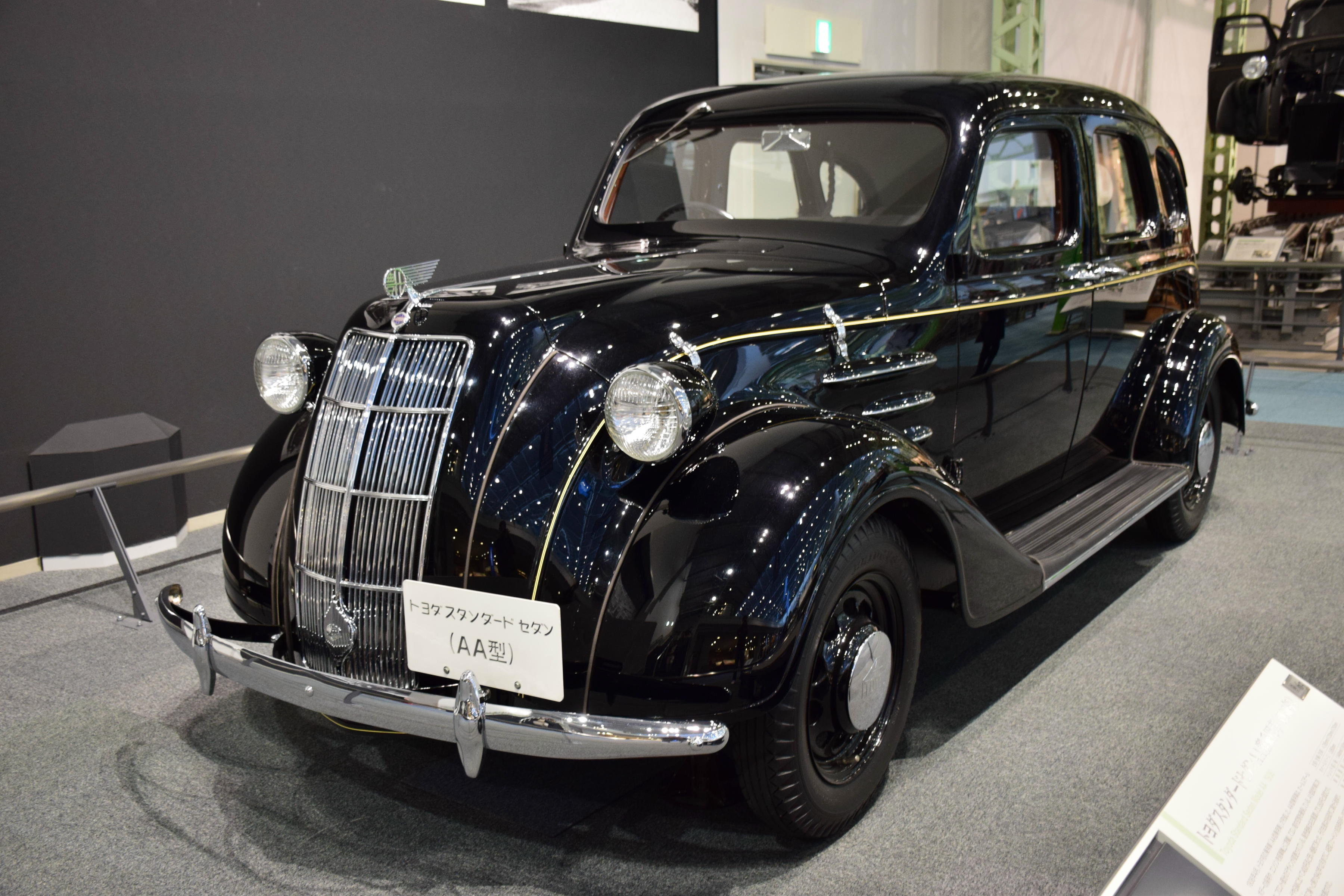
トヨダ・AA型乗用車
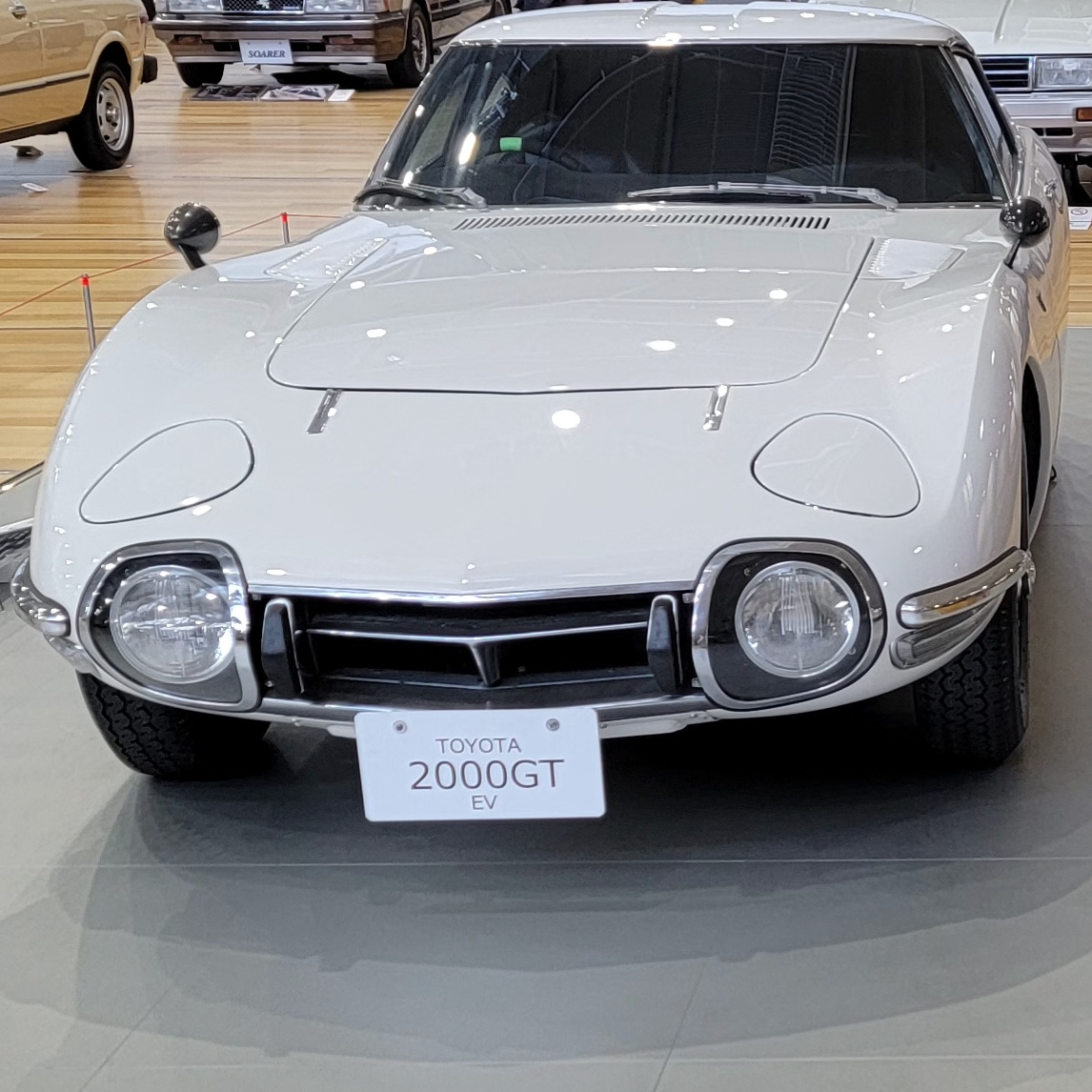
トヨタ・2000GT EV

## 評価
名古屋駅から徒歩で行ける距離にあり、トリップアドバイザーの「旅好きが選ぶ！工場見学＆社会科見学 ランキング 2018」では第1位、「口コミで選ぶ行ってよかった、外国人に人気の日本の観光スポットベスト30」で2014年（平成26年）は、第28位、2015年（平成27年）は第27位にランクインした。
ムスリムの来館者が増えたため、館内の一部レストランではハラールに則った食事を販売しているほか、2018年（平成30年）7月にはイスラム教用の礼拝室を設けた。

## 利用案内
見学時間
- 9時30分 - 17時（入館は16時30分まで）

休館日
- 毎週月曜日（祝日の時は翌日）

入館料（繊維機械館と自動車館が対象）
- 一般：1000円、65歳以上：600円、大学生：500円、中高生：300円、小学生：200円、障害者無料

## 交通アクセス
- 名鉄名古屋本線：「栄生駅」下車、徒歩で約3分。
- 名古屋市営地下鉄東山線：「亀島駅」下車、徒歩で約10分。
- 名古屋市営バス名駅11系統：「トヨタ産業技術記念館」バス停下車、徒歩で約3分。
- なごや観光ルートバス メーグル：「トヨタ産業技術記念館」バス停下車、徒歩ですぐ（敷地内）。
- JR東海道本線・中央本線・関西本線・名鉄名古屋本線・近鉄名古屋線・名古屋臨海高速鉄道あおなみ線・名古屋市営地下鉄東山線・桜通線：「名古屋駅（名鉄名古屋駅・近鉄名古屋駅）」下車、徒歩で約25分。
- 駐車場：210台（バス：10台）

なお、近隣にはノリタケカンパニーリミテドが運営する企業博物館のノリタケの森もあり、ノリタケの森クラフトセンターと産業技術記念館の両方を見られる共通券（800円）もある。

### WEB
1. ↑  産業技術記念館メールマガジン「赤レンガ通信」より
2. 1 2  “トヨタ産業技術記念館”.   竹中工務店. 2013年8月21日閲覧。
3. 1 2 3 4  “トヨタ自動車75年史 第1部 第1章 第2節 第2項 豊田紡織株式会社の設立”.   トヨタ自動車. 2025年1月23日閲覧。
4. 1 2 3  “沿革”.   トヨタ産業技術記念館. 2025年1月23日閲覧。
5. ↑  “名古屋市:都市景観重要建築物等指定物件”. 住宅都市局都市計画部都市景観室 (名古屋市). (2012年9月25日) 2012年11月21日閲覧。
6. ↑  「トヨタ1号車 誕生の地保存へ 刈谷の元工場 解体一転、検討」『中日新聞』2016年4月2日
7. ↑  “BCS賞受賞作品 第48回 トヨタテクノミュージアム　産業技術記念館”. 一般社団法人日本建設業連合会 2016年10月16日閲覧。
8. 1 2 3  “日本の近代遺産50選 40 豊田自動織布工場”. クロスメディア営業局 (日本経済新聞社) 2012年11月21日閲覧。
9. ↑  【おもてなし魅せどころ】トヨタ産業技術記念館（名古屋市）巨大施設 動くトヨタ進化論『日経MJ』2018年7月8日、観光・インバウンド面。2018年7月11日閲覧。